# Dusza i ciało
Dusza i ciało (węg. Testről és lélekről) – węgierski dramat z 2017 roku w reżyserii Ildikó Enyedi.

## Fabuła
Mária (Alexandra Borbély) jest młodą, lecz skrytą i zamkniętą w sobie dziewczyną z genialną pamięcią. Właśnie zaczyna pracę jako kontroler jakości w jednej z rzeźni w Budapeszcie. Swoją pracę traktuje bardzo poważnie. Ze względu na swoją nieśmiałość podczas przerwy obiadowej zawsze siada sama przy osobnym stoliku. Z rosnącą fascynacją obserwuje ją dyrektor finansowy firmy, Endre (Géza Morcsányi), który również jest cichą osobą. Obojga łączy uczucie, którego jednak nie potrafią okazać. Udaje im się to wyłącznie w snach, w których spotykają się pod postaciami jelenia i łani.

## Obsada
Na podstawie:
- Alexandra Borbély jako Mária Rácz
- Géza Morcsányi jako Endre
- Zoltán Schneider jako Jenő
- Ervin Nagy jako Sándor (Sanyi)
- Réka Tenki jako Klára

## Nagrody
Film otrzymał cztery nagrody na 67. MFF w Berlinie – Złotego Niedźwiedzia, Nagrodę Jury Ekumenicznego, Nagrodę FIPRESCI i Nagrodę Czytelników „Berliner Morgenpost”. Zdobył także Złotą Żabę na festiwalu Camerimage. Został nominowany do Europejskich Nagród Filmowych dla najlepszego filmu, najlepszego reżysera, najlepszego scenariusza oraz najlepszej aktorki (Alexandra Borbély), ostatecznie wygrywając w tej ostatniej kategorii. Wybrano go również węgierskim kandydatem do Oscara dla najlepszego filmu nieanglojęzycznego podczas 90. ceremonii rozdania Nagród Akademii Filmowej. 23 stycznia 2018 znalazł się wśród 5 filmów nominowanych do tej nagrody.